# Tricorythodes fictus
Tricorythodes fictus is een haft uit de familie Leptohyphidae. De wetenschappelijke naam van de soort is voor het eerst geldig gepubliceerd in 1935 door Traver.
De soort komt voor in het Nearctisch gebied.